# Football Club Lugano
(Dall'inno Bianco-Neri - A. Cavenati, 1928)
Il Football Club Lugano (abbreviato FC Lugano o FCL), comunemente noto come Lugano Calcio o Lugano (in dialetto Lügàn da Fótbal o Lügàn) è una società calcistica svizzera con sede nella città di Lugano, nel Canton Ticino. Milita in Super League, massima serie del campionato svizzero di calcio.
Fondato il 28 luglio 1908 e fallito nell'aprile del 2003 a causa di gravi problemi finanziari, nella stagione successiva è stato rifondato e fatto ripartire dalla Seconda Lega interregionale (quinta serie elvetica) schierando la propria formazione Under-21 sotto la denominazione Associazione Calcio Lugano. Il 30 giugno 2004 si è fuso con il FC Malcantone Agno, venendo riammesso alla lega cadetta. Infine il 4 giugno 2008 ha riadottato la denominazione storica Football Club Lugano e la relativa simbologia.
Con 7 trofei nazionali vinti (3 campionati di massima serie e 4 coppe) è il sodalizio più titolato del proprio cantone e di tutta la Svizzera italiana.

## Storia

### Gli albori e la prima promozione in massima serie
Il Football Club Lugano nasce il 28 luglio 1908 sotto la guida del presidente Ernesto Corsini. Il 13 settembre gioca la sua prima partita ufficiale, con la quale s'inaugura lo storico terreno del Campo Marzio, una vittoria per 6-0 contro i rivali rossoblù del Chiasso.
Il colore delle maglie del Lugano è in origine il bianco, poi si passa alla versione con collo e bordini azzurri e, quindi, a strisce verticali giallo-nere. Il 14 novembre 1916 si decide che i colori sociali saranno definitivamente il bianco e il nero, colori che accompagneranno il club lungo tutta la sua storia.
L'ascesa nel massimo campionato (Serie A) si compie per la prima volta nel 1922. Nello spareggio decisivo i bianconeri battono due volte il Neumünster: dapprima 1-0 al Campo Marzio, una settimana dopo 3-1 al Letzigrund di Zurigo.

### I successi degli anni 1930 e 1940
Il 10 maggio 1931 è una data storica per il Lugano e per tutto il Ticino sportivo. In un Campo Marzio gremito di folla i bianconeri conquistano la Coppa Svizzera battendo per 2-1 il Grasshoppers e conquistando, così, il loro primo trofeo nazionale.
Grazie alla vittoria in coppa e ai buoni piazzamenti nel massimo campionato, il prestigio del club in campo nazionale continua a crescere. Nella stagione 1937-1938 il Lugano si laurea per la prima volta campione svizzero: di ritorno dall'ultima gara di campionato, giocata a Berna contro lo Young Boys, la comitiva luganese col trofeo fa sosta ad Airolo, "feudo" del tifo bianconero; la festa prosegue per le vie di Lugano, sino al ricevimento in municipio, dove i bianconeri vengono accolti calorosamente dalle autorità cittadine.
Negli anni quaranta il Football Club Lugano riesce ad aggiudicarsi altri due titoli nazionali (1940-1941 e 1948-1949) e colleziona numerosi piazzamenti d'onore in campionato: per otto volte in un decennio la formazione si classifica nei primi tre posti.

### Dal Campo Marzio a Cornaredo
I risultati spingono le autorità cittadine a dismettere il Campo Marzio e a costruire un nuovo stadio in zona Cornaredo, che oltre alle partite casalinghe dei bianconeri fosse anche capace di ospitare anche incontri internazionali. L'inaugurazione dell'impianto avviene il 25 novembre 1951 davanti a oltre 30.000 spettatori con una partita tra le nazionali di Svizzera e Italia, terminata 1-1.

### Gli anni 1960
Negli anni sessanta il Lugano conquista nuovamente la Coppa Svizzera (nel 1968) e la vittoria permette l'accesso alla Coppa delle Coppe (doppia sconfitta al primo turno contro il Barcellona, poi vicecampione del torneo), mentre due anni dopo la squadra è eliminata in Coppa UEFA dai polacchi del Legia Varsavia.

### Gli anni 1990 e la terza Coppa Svizzera
Il club vive momenti altalenanti nell'ultimo decennio del XX secolo. A stagioni tutto sommato positive si alternano, infatti, clamorose débâcles sportive che culmineranno addirittura con la relegazione nella serie cadetta, al termine della stagione 1996-1997.
Tra i risultati positivi si ricordano un 2º posto nella stagione 1994-1995, alle spalle del Grasshoppers, nonché due semifinali di Coppa Svizzera perse a favore di San Gallo (stagione 1997-1998) e Losanna (stagione 1999-2000).
Nel 1993 il Lugano si aggiudicà la terza Coppa Svizzera della sua storia, grazie ad un 4-1 in finale al Grasshoppers, acquisendo pertanto il diritto di partecipare alla Coppa delle Coppe 1993-1994, dove colse la qualificazione al secondo turno battendo il Nëman ma uscendo poi sconfitto dal doppio scontro con il Real Madrid. In questo caso la partita di ritorno, terminata 3-1 per gli spagnoli, si giocò al Letzigrund.
Nella Coppa UEFA 1995-1996 la formazione luganese giunse, eliminando i lussemburghesi del Jeunesse, al doppio confronto con l'Inter. Dopo un pareggio 1-1 al Cornaredo, nella partita di ritorno arrivò un'inattesa vittoria (1-0) a San Siro, grazie ad un gol realizzato da Edo Carrasco a pochi minuti dal termine. Questa vittoria suscitò molto clamore, in Svizzera ed all'estero; il Lugano venne poi eliminato nel turno successivo dallo Slavia Praga.

### Il fallimento e la rinascita

Striscione appeso dai tifosi bianconeri all'esterno dello stadio di Cornaredo nei giorni della dichiarazione di fallimento del club (2003)

Il terzo millennio per il Lugano si apre all'insegna del successo: nel campionato di massima serie 2000-2001 i bianconeri chiudono infatti al secondo posto, dopo aver finanche guidato la classifica per molte giornata. Ciò vale loro l'accesso al turno preliminare della Champions League successiva, ove tuttavia vengono eliminati dallo Šachtar Donetsk, che vince per 3-0 in casa e limita i danni a Cornaredo (perdendo solo per 2-1).
La situazione societaria tuttavia precipita nel corso del campionato 2001-2002, che il Lugano chiude in terza posizione: in data 5 marzo 2002 il presidente Helios Jermini viene trovato morto all'interno della sua macchina, affondata nelle acque del Ceresio. Poco dopo, a seguito della scoperta da parte della magistratura elvetica di un debito di 72 milioni di franchi gravante sulla società, il Lugano viene retrocesso a tavolino nella lega cadetta.
Nella stagione successiva la crisi si acuisce: i bianconeri si piazzano quarti in seconda serie, ma devono infine ritirarsi dal torneo di promozione/relegazione. Infine, il 27 marzo 2003, il F.C. Lugano dichiara fallimento e viene estromesso dai campionati nazionali.
In risposta a tale rovescio, già quello stesso giorno viene fondata l'Associazione Calcio Lugano, con lo scopo di perpetuare la tradizione sportiva del defunto Football Club Lugano. Alla nuova società è consentito di ripartire dalla Seconda Lega interregionale, quarta categoria elvetica, con una squadra Under-21. Successivamente, il 30 giugno 2004, con la fusione fra l'AC Lugano ed il Malcantone Agno, appena promosso in Challenge League, la squadra ritorna nel campionato cadetto. A Giuseppe Morotti, presidente del Malcantone Agno, viene affidata la guida del nuovo sodalizio, che conserva il nome di AC Lugano. Le difficoltà sono enormi e la società, nonostante piazzamenti onorevoli in campionato, deve far fronte ad una continua erosione di pubblico.

### L'era Preziosi
Nel 2006 la società viene rilevata per 2 milioni di franchi dall'imprenditore Enrico Preziosi (già presidente del Genoa), che un anno dopo delega la proprietà ad una holding da lui controllata all'80% e guidata da Giambattista Pastorello (che assume ufficialmente la carica di vicepresidente, mentre la massima carica sociale viene avocata a Luido Bernasconi).
La squadra frattanto disputa due campionati (2006-07 e 2007-08) di metà classifica, con vari avvicendamenti sulla panchina.
Il 4 giugno 2008, in occasione del centenario di fondazione del club, la dirigenza si accorda con gli azionisti e l'amministrazione municipale di Agno per la riadozione della storica denominazione Football Club Lugano e del relativo logo sociale (ove riappare il monogramma FCL e scompare lo stemma araldico del comune di Agno). Nella stagione seguente la formazione bianconera contende sino alle ultime giornate di campionato il primo posto (valido per la promozione diretta) al San Gallo, che alla fine prevale e obbliga il Lugano alla disputa dello spareggio per la promozione contro il Lucerna. Dopo aver vinto per 1-0 nella partita d'andata, i bianconeri perdono 0-5 in trasferta e rimangono in Challenge League.
Nella stagione 2009-2010 il Lugano si ripresenta con l'ambizione di puntare alla massima serie. I bianconeri disputano un campionato di vertice, arrivando a due giornate dalla fine della stagione regolare in testa alla classifica, con quattro punti di vantaggio sul Thun. Tuttavia proprio nelle ultime due partite la promozione diretta sfuma, complice la sconfitta nello scontro diretto e il pareggio interno all'ultima giornata di campionato. Per il secondo anno consecutivo il Lugano viene obbligato allo spareggio promozione, stavolta contro il Bellinzona; alla vigilia dell'incontro il tecnico Simone Boldini viene esonerato e sostituito da Marco Schällibaum (che peraltro era stato allontanato proprio dal Bellinzona nel corso della stagione regolare). La doppia sfida vede infine prevalere i granata, che salgono in prima lega a scapito dei luganesi.
Nel corso della stagione 2010-2011, con il benestare di Preziosi, l'immobiliarista ticinese Angelo Renzetti rileva il 20% del capitale azionario sociale e rileva la carica di presidente da Luido Bernasconi. I rapporti tra Giambattista Pastorello (già braccio destro di Preziosi, ma ormai relegato ai margini della società) e il nuovo presidente si rivelano difficili e tesi, sicché nel marzo 2011 lo stesso Preziosi decide di licenziare Pastorello. Dal punto di vista agonistico il club inanella una serie di dodici vittorie consecutive, salvo poi subire un calo di rendimento durante l'ultimo mese di campionato, ove incassa cinque sconfitte consecutive. Nemmeno Roberto Morinini, chiamato in panchina a sostituire Schällibaum a quattro giornate dal termine, riesce ad invertire la rotta: il Lugano chiude infatti la stagione regolare al terzo posto, a pari punti col Servette (che prevale in virtù della miglior differenza reti), venendo quindi estromesso dalla lotta per la promozione.
A seguito di tali circostanze il vertice societario attua un rimpasto nell'organigramma: Carlo Taldo viene nominato direttore sportivo e Nicola Bignotti direttore generale, mentre la guida tecnica della squadra viene assegnata ad Alessandro Pane (ex allenatore di Empoli e Ascoli). La gestione Pane nel campionato 2011-2012 dura però sole 8 gare segnate da uno scarso rendimento, che ne inducono l'esonero e la sostituzione con Francesco Moriero, che dopo un inizio difficile riesce a risollevare la squadra portandola a ridosso delle prime posizioni, senza però riuscire a lottare per la promozione.

### L'era Renzetti: di nuovo in prima serie
All'inizio della stagione 2012-13 il presidente Angelo Renzetti acquisisce la maggioranza del pacchetto azionario del Lugano (60%), mentre Preziosi progressivamente si disimpegna. Il nuovo proprietario affida la panchina a Davide Morandi; la squadra inizia il campionato di seconda serie con una serie di risultati positivi, issandosi in testa alla classifica. La fase positiva è tuttavia interrotta da un calo del rendimento (4 punti in 9 partite di campionato e l'eliminazione in Coppa svizzera per mano del Thun) che conduce all'esonero di Morandi in favore di Raimondo Ponte, che guida la squadra al 7º posto finale in campionato.
Per l'annata 2013-14 il presidente Renzetti annuncia un ridimensionamento del budget societario (da 3 a 1,9 milioni di franchi) e affida la guida tecnica della squadra all'italiano Sandro Salvioni, il quale tuttavia si dimette a seguito di una serie di risultati negativi (ultimo dei quali la sconfitta casalinga nel derby contro il Locarno); al suo posto subentra il ticinese Livio Bordoli. Dopo aver perso altre partite ed essere precipitata al penultimo posto - a pochi punti dalla zona retrocessione - il Lugano reagisce in occasione delle ultime partite del girone d'andata. Il buon rendimento si conferma anche nel girone di ritorno, ove i bianconeri conquistano 12 vittorie, 2 pareggi e solo 4 sconfitte, scalando la classifica e battendo la capolista Vaduz all'ultima giornata. I bianconeri concludono così la stagione al secondo posto, ottenendo il miglior risultato degli ultimi cinque anni.
In vista della stagione 2014-15 l'organico viene sfoltito, con appena 15 giocatori sotto contratto in occasione delle prime giornate di campionato. L'ingresso nei quadri societari di Pablo Bentancur, che rileva il 40% delle quote azionarie, garantisce tuttavia l'apporto economico necessario all'inserimento di nuovi giocatori. La squadra si rivela competitiva e chiude il girone d'andata al secondo posto, con appena un punto di svantaggio dal Wohlen capolista. Durante la pausa invernale i bianconeri si rinforzano con altri elementi di spessore, puntando apertamente alla promozione nella massima serie. Le prime giornate del girone di ritorno vedono tuttavia la squadra di Bordoli conquistare due soli punti e allontanarsi dalla vetta. La vittoria casalinga contro il Le Mont prelude però ad una nuova serie di risultati positivi, che riportano il Lugano a ridosso del primo posto. La volata finale per la promozione vede concorrere il Lugano, il Wohlen (il cui rendimento tuttavia si deprime nell'ultimo mese di campionato) e il Servette. Nello scontro diretto contro questi ultimi, disputato l'11 maggio 2015 a Cornaredo, il Lugano si impone per 2-0 e si issa al comando della classifica. La successiva crisi di risultati dei granata e le affermazioni dei bianconeri contro Losanna, Chiasso e Bienne garantiscono infine al Lugano il margine necessario per festeggiare il ritorno in Super League dopo tredici anni d'assenza.
Il 1º giugno 2015 la società rescinde consensualmente il contratto col tecnico Livio Bordoli; circa due settimane dopo, il 14 giugno, la panchina viene affidata a Zdeněk Zeman. Sotto la guida del tecnico boemo, complici le non ingenti risorse disponibili per allestire la rosa e la scarsa durata della pausa estiva dei campionati svizzeri, il Lugano trascorre tutto il campionato nella parte bassa della classifica, accusando in particolare uno scarso rendimento difensivo (con 75 goal subiti in 35 giornate, che ne fanno la retroguardia più perforata della prima serie) e una tendenza a repentini cali prestazionali durante le partite. I bianconeri riescono infine a garantirsi il nono posto in classifica e la salvezza all'ultima giornata, grazie alla vittoria interna per 3-0 sul San Gallo il 25 maggio 2016, che rende vano il contestuale successo per 3-1 dello Zurigo (decimo e retrocesso) sul Vaduz. Più fruttuoso si rivela il cammino in Coppa Svizzera, ove il Lugano supera in sequenza il Castello nel preliminare, il Bellinzona ai sedicesimi di finale, il Winterthur agli ottavi, il Köniz ai quarti e il Lucerna in semifinale, perdendo tuttavia per 1-0 la finale del 29 maggio 2016 contro lo Zurigo.
La gestione Zeman si conclude il 4 giugno 2016, allorché l'allenatore boemo rifiuta di prolungare il proprio contratto con il Lugano. Il 17 giugno la squadra viene affidata ad interim ad Andrea Manzo (già tecnico della selezione Under-21 bianconera), il cui incarico viene infine reso permanente nel giro di una settimana. La squadra, sotto la gestione del tecnico italiano, dopo un inizio di stagione fruttuoso (con 14 punti nelle prime 9 partite) subisce un calo prestazionale che la conduce alla 17ª giornata al terz'ultimo posto, con due soli punti di vantaggio sull'ultima classificata; in virtù di ciò, il 19 dicembre arriva la risoluzione del contratto con Manzo, che viene pertanto sollevato dalla guida tecnica bianconera. Due giorni dopo la panchina viene affidata a Paolo Tramezzani, reduce dall'incarico di vicecommissario tecnico della nazionale albanese. Tale mossa sortisce l'effetto di rilanciare la squadra, che nel corso del girone di ritorno riesce a distaccare la zona retrocessione e a risalire la classifica: il 20 maggio, a seguito della vittoria interna per 2-1 contro il Vaduz, i bianconeri si assicurano la qualificazione alla UEFA Europa League. La prosecuzione del trend positivo consente infine ai bianconeri di chiudere la stagione al terzo posto (valevole per accedere direttamente ai gironi della seconda coppa continentale): decisiva in tal senso si rivela l'ultima giornata, ove il Lugano perde per 0-1 contro il Lucerna, ma conserva il piazzamento rispetto al Sion, incapace di andare oltre un pareggio per 1-1 contro il Grasshoppers. Protagonisti del campionato sono gli attaccanti Ezgjan Alioski e Armando Sadiku, autori rispettivamente di 16 e 9 goal.
Nel giugno 2017 Tramezzani rescinde il proprio contratto di comune accordo col club; in sua sostituzione viene ingaggiato Pierluigi Tami, che torna sulla panchina delle V bianche a 14 anni di distanza dalla sfortunata esperienza della stagione 2002-2003, conclusasi con la bancarotta societaria. Sotto la sua guida il Lugano mostra un rendimento altalenante: dopo aver trascorso il girone d'andata finanche in zona retrocessione (uscendo frattanto ai gironi di Europa League e ai quarti di Coppa Svizzera), a metà annata riesce a risollevarsi, arrivando a lambire la zona d'accesso alle coppe europee. Da fine febbraio 2018 la squadra incappa tuttavia in una crisi, patendo sei sconfitte consecutive che il 9 aprile seguente conducono all'esonero di Tami; in sua sostituzione viene ingaggiato dal Chiasso lo spagnolo Guillermo Abascal, che riesce a condurre il Lugano alla salvezza, garantendosi la conferma per l'anno seguente.
La gestione di Abascal, nella stagione 2018-2019, dura solo 9 partite: più che la mancanza di risultati (Abascal lascia il Lugano al sesto posto con 10 punti), la società rimprovera al tecnico la mancanza di gioco. Sulla panchina bianconera comincia così l'era di Fabio Celestini. Il girone d'andata procede in chiaroscuro, ma dopo la pausa natalizia il Lugano compie un decisivo salto di qualità e infila una lunga serie di risultati positivi che permettono al sodalizio di chiudere il campionato al terzo posto, garantendosi - come due anni prima - l'accesso diretto ai gironi di Europa League.
Dopo un negativo avvio di stagione 2019-2020 (2 vittorie, 4 pareggi e 6 sconfitte nelle prime 12 giornate di campionato), Celestini viene esonerato e lascia il posto a Maurizio Jacobacci, che guida i bianconeri al quinto posto finale in massima serie, mancando di due punti un'ulteriore qualificazione all'Europa League.

### L'era americana: il cambio di proprietà
Ad agosto 2021, dopo 11 anni di proprietà, Angelo Renzetti vende il Football Club Lugano alla Morningstar Inc. di Joe Mansueto, imprenditore statunitense di origini italiane, anche proprietario della franchigia Chicago Fire militante nella Major League Soccer. La panchina del Lugano viene assegnata al ticinese Mattia Croci-Torti.
Il 15 maggio 2022 la squadra vince la sua quarta Coppa Svizzera della storia, imponendosi nella finale a Berna contro il San Gallo per 4-1. 
Nella stagione successiva la squadra centra il 3º posto e si qualifica quindi ai playoff dell’Europa League 2023-24. Arriva inoltre di nuovo in finale di Coppa Svizzera, perdendo però per 3-2 contro i padroni di casa dello Young Boys.
La stagione 2023-24, dopo un inizio non semplice, la squadra trova un'ottima continuità di rendimento e rimane in corsa addirittura per vincere il campionato sino a un paio di giornate dal termine. La conquista del secondo posto (a 23 anni dall'ultima volta), alle spalle dello Young Boys, è comunque un piazzamento di grande prestigio e garantisce l'accesso ai preliminari di Champions League. La squadra raggiunge inoltre per la terza volta consecutiva la finale di Coppa Svizzera, persa dopo una serie di 24 rigori contro il Servette.
La stagione 2024-2025 inizia anch'essa bene per i bianconeri, i quali fin dalle prime giornate si contendono il primo posto in classifica con i rivali del Basilea e dello Zurigo. Anche in Conference League il percorso del Lugano è inizialmente molto buono, qualificandosi direttamente agli ottavi di finale grazie al 6º posto in classifica nella fase campionato con 13 punti, dopo alcune buone vittorie in casa con HJK Helsinki (3-0) e Gent (2-0) e in trasferta con il Legia Varsavia (1-2). Dopo un calo di qualità nella seconda parte della stagione i bianconeri vengono eliminati dalla Conference League per mano del Celje e concludono il campionato al quarto posto dietro a Basilea, Servette e Young Boys, centrando la qualificazione per i turni preliminari di Europa League.

## Cronistoria

### Partecipazione ai campionati
| Livello | Categoria        | Partecipazioni | Debutto   | Ultima stagione | Totale |
| ------- | ---------------- | -------------- | --------- | --------------- | ------ |
| 1º      | Serie A          | 9              | 1922-1923 | 1930-1931       | 75     |
| 1º      | Lega Nazionale A | 56             | 1931-1932 | 2001-2002       | 75     |
| 1º      | Super League     | 10             | 2015-2016 | 2024-2025       | 75     |
| 2º      | Lega Nazionale B | 15             | 1960-1961 | 2002-2003       | 26     |
| 2º      | Challenge League | 11             | 2004-2005 | 2014-2015       | 26     |

## Colori e simboli

### Colori
I colori del FC Lugano sono storicamente il nero e il bianco, con il primo colore dominante nella divisa casalinga e il secondo in quella esterna. Le terze divise, laddove previste dai contratti di sponsorizzazione, hanno giostrato su diversi colori, tra i quali si segnalano rosso (in omaggio allo stemma civico di Lugano), verde (in particolare in occasione dell'iniziativa Green Match, introdotta negli anni 2010 a scopi benefici) giallo o arancione.
Caratteristica peculiare delle casacche del club è il largo scaglione rovesciato o scapulaire (colloquialmente noto come V - di colore bianco sulla prima maglia e nero sulla seconda) impresso sul petto.

### Simboli ufficiali

#### Stemma
Simbolo storico del Lugano è il monogramma FCL (abbreviazione del nome societario), di norma scritto a lettere bianche (o talora auree) racchiuse in un cerchio nero.
Tale disegno è stato talora associato a soluzioni grafiche più elaborate: ad esempio contornato dalla ragione sociale, inserito in uno scudetto palato, o ancora (nella versione usata fino al 2018) inscritto in un esagono nero bordato di bianco, contenente anche la V bianca (caratteristica peculiare delle maglie sociali), la ragione sociale, l'anno di fondazione e lo stemma araldico della città ticinese.
Tra il 2004 e il 2008, a seguito della fusione con il Malcantone Agno e dell'assunzione della denominazione Associazione Calcio Lugano, il summenzionato emblema esagonale venne minimamente modificato: il monogramma centrale fu tramutato in ACL, la dicitura sovrastante in AC LUGANO e al posto dell'anno di fondazione venne inserito lo stemma araldico del comune di Agno.
Nel 2018 il club ha optato per diversificare la propria identità visiva: il solo monogramma FCL (a lettere bianche in un cerchio nero) viene ri-adottato onde impiegarlo nella comunicazione e nella parte sportiva del sodalizio, mentre il simbolo esagonale viene relegato all'ambito istituzionale. Nel 2025 il logo subisce un aggiornamento: pur non venendo meno alla filosofia base del monogramma FCL, le linee vengono semplificate, rettificando la seconda stanghetta trasversale della lettera F ed eliminando l'ondulatura alla base della L; sparisce altresì il doppio bordino bianco-nero.

Stemma in uso a più riprese fino al 2018
Stemma adottato dal 2004 al 2008, sotto la denominazione AC Lugano
Stemma in uso dal 2018 al 2025
Stemma in uso dal 2025

#### Inno
IL FC Lugano adotta quale inno ufficiale il brano Bianco-neri, scritto nel 1927 dal musicista italiano Bruto Mastelli (Ficarolo, 1878 - Lugano, 1962) all'interno della sua operetta intitolata Goal e verseggiato da Arrigo Cavenati. Il club ne utilizza in particolare l'incisione realizzata nel 1993 dalla Civica Filarmonica di Lugano, diretta da Pietro Damiani.

## Strutture

### Stadio
Il Lugano gioca le partite casalinghe allo Stadio di Cornaredo. Costruito nel 1951 (in sostituzione del vecchio impianto del Campo Marzio) ha una capienza massima di 14 873 spettatori (nel 2015 limitati a 6 500 per motivi di sicurezza), un terreno di gioco in erba naturale misurante 105x68 m e una pista regolamentare d'atletica leggera.
Tra il 2019 e il 2020 (dopo decenni di impasse e progetti rimasti sulla carta, a fronte di un impianto sempre più obsoleto) l'amministrazione comunale della città di Lugano ha licenziato un credito per la progettazione esecutiva del nuovo Polo Sportivo e degli Eventi (PSE), che prevede un'ampia riqualificazione della zona di Cornaredo, incentrata sulla trasformazione dello stadio in un nuovo e moderno impianto puramente calcistico da 10 000 posti, conforme ai massimi standard delle competizioni UEFA e della Swiss Football League. Dopo che un apposito referendum popolare ha dato il via libera al progetto, il 20 settembre 2023 è stato ufficialmente aperto il relativo cantiere. Fintanto che i lavori non vengono ultimati, il Lugano continua comunque a fruire del vecchio stadio, opportunamente riconfigurato con strutture prefabbricate.

### Centro di allenamento
Le selezioni societarie del FC Lugano sostengono le sedute di allenamento nel complesso sportivo pertinente al summenzionato stadio di Cornaredo, comprendente sei campi da gioco (di cui uno adibito alla pratica dell'hockey su prato) di varie dimensioni, con fondo in erba naturale e sintetica, nonché infrastrutture per altri sport.
Il complesso sportivo di Cornaredo è interamente proprietà del comune di Lugano ed è gestito dal relativo dicastero allo sport.
Nel 2019 il comune di Lugano ha licenziato un credito per la progettazione esecutiva di un nuovo centro di allenamento (battezzato "al Maglio"), situato presso il Piano della Stampa nel comune di Canobbio, che sarà utilizzato congiuntamente sia dal FC Lugano che dal Rapid per gran parte delle proprie squadre, dalle prime (maschile e femminile) alle giovanili. Il complesso si estende su una superficie di 90 000 m² e, una volta ultimato, disporrà di quattro campi da gioco, edifici di servizio, un parcheggio interrato e aree aperte al pubblico.

## Società
Dal punto di vista amministrativo, il Lugano ha un assetto societario composito: ai sensi delle normative della Associazione Svizzera di Football, le attività di prima fascia sono infatti avocate a un soggetto giuridico distaccato rispetto a quelle del settore giovanile.
A seguito del fallimento societario del 2003, il 9 aprile di quell'anno il settore giovanile bianconero è passato in carico alla neocostituita Associazione Calcio Lugano. Nel 2004, a seguito della fusione col Malcantone Agno, la gestione della prima squadra è stata rilevata dalla società anonima F.C. Lugano-Agno SA, di cui l'associazione è diventata un'emanazione.
Tutta la "famiglia" delle squadre bianconere ha continuato a disputare i campionati sotto la denominazione Associazione Calcio Lugano fino al 4 giugno 2008, allorché (previa riacquisizione dei diritti di denominazione) la società maggiore è stata ribattezzata F.C. Lugano S.A., mentre l'associazione delle giovanili è divenuta Football Club Lugano.
Al 2008 risale inoltre la convenzione che lega le suddette entità in un'unica realtà calcistica, adottante gli stessi simboli, i medesimi colori e una governance armonica: la società anonima gestisce la prima squadra e la seconda (ovvero l'Under-21), mentre l'associazione si occupa del resto delle giovanili.

### Organigramma societario
Dal sito web della società.
Organigramma F.C. Lugano SA
- Martin Blaser - CEO e membro del consiglio di amministrazione
- Georg Heitz - Membro del consiglio di amministrazione
- Michele Campana - Direttore generale
- Carlos Da Silva - Coordinatore sportivo
- Marco Padalino - Scouting (Svizzera)
- Beatrice Girelli - Team Manager
- Luca Pedroni - Responsabile marketing
- Fabrizio Colombo - Vendite sponsoring
- Antonio Carbone - Sponsoring sales Svizzera tedesca
- Stefano Trabattoni - Ticketing e rapporti con i media
- Eugenio Jelmini - Redattore del sito fclugano.com
- Emanuela Fuoco - Contabilità e gestione delle risorse umane
- Carlalberto Natale - Contabilità, risorse umane e responsabile gestione infortuni
- Cindy Girotti - Contabilità
- Luca Baldo - Segretario generale
- Michele Montenegro - Manager food and beverage stadio
- Giuseppe Fornara - Responsabile della logistica
- Marco Ottini - Responsabile della sicurezza e della prevenzione
- Alessandro Grippaldi - Responsabile dei rapporti coi tifosi
- Graziano Chiodero - Collaboratore Sicurezza

Comitato direttivo Associazione Football Club Lugano - Settore Giovanile
- Michele Campana - Presidente
- Luca Baldo - Vicepresidente
- Paolo Ortelli - Membro
- Ivo Wenger - Membro
- Marzio Mellini - Membro
- Emanuela Fuoco - Membro

### Sponsor
Di seguito la cronologia di fornitori tecnici del Lugano.
| Cronologia degli sponsor tecnici - anni 70-80 ? - 1985-1990 Adidas - 1990-1994 Hummel International - 1994-1998 Lotto - 1998-2007 Erreà - 2007-2014 Legea - 2014-2022 Acerbis - 2022- Erreà |

### Settore giovanile
Il settore giovanile del FC Lugano comprende otto squadre divise per fasce d'età (più la selezione under-21, costituente de facto la squadra delle riserve bianconera, militante nel campionato di quinta serie Seconda Lega interregionale) e la scuola calcio, dedicata alle attività di base e di avviamento alla pratica sportiva.

## Allenatori
- 1947 - 1953  Béla Volentik
- 1953 - 1958  Béla Sárosi
- 1958 - 1962  Hannes Schmidhauser
- 1962 - 1963  György Sárosi
- 1963 - 1966  Kurt Zaro
- 1966 - 1970  Louis Maurer
- 1970 - 1971  Albert Sing
- 1971 - 1975  Otto Luttrop
- 1975 - 1979  Vincenzo Brenna
- 1979  István Szabó
- 1979 - 1980  Vincenzo Brenna
- 1980  Enea Masiero
- 1980 - 1982  Antun Rudinski
- 1982 - 1983  Willy Sommer
- 1983 - 1985  Otto Luttrop
- 1985 - 1992  Marc Duvillard
- 1992 - 1994  Karl Engel
- 1994 - 1996  Roberto Morinini
- 1996 - 1997  Michel Pont
- 1997 - 1998  Karl Engel
- 1998 - 1999  Roberto Morinini
- 1999  Enzo Trossero
- 1999  Giuliano Sonzogni
- 1999 - 2000  Carlo Ortelli
- 2000 - 2002  Roberto Morinini
- 2002 - 2004  Pierluigi Tami
- 2004 - 2005  Vladimir Petković
- 2005  Paul Schönwetter
- 2005 - 2006  Rodolfo Vanoli
- 2006 - 2007  Gianni Dellacasa
- 2007 - 2010  Simone Boldini
- 2010 - 2011  Marco Schällibaum
- 2011  Roberto Morinini
- 2011  Alessandro Pane
- 2011 - 2012  Francesco Moriero
- 2012  Davide Morandi
- 2012 - 2013  Raimondo Ponte
- 2013  Sandro Salvioni
- 2013 - 2015  Livio Bordoli
- 2015 - 2016  Zdeněk Zeman
- 2016  Andrea Manzo
- 2016 - 2017  Paolo Tramezzani
- 2017 - 2018  Pierluigi Tami
- 2018  Guillermo Abascal
- 2018 - 2019  Fabio Celestini
- 2019 - 2021  Maurizio Jacobacci
- 2021  Abel Braga
- 2021 -  Mattia Croci-Torti

## Palmarès

### Competizioni nazionali
- Campionato svizzero: 3

1937-1938, 1940-1941, 1948-1949
- Coppa Svizzera: 4

1930-1931, 1967-1968, 1992-1993, 2021-2022
- Challenge League: 4

1953-1954, 1960-1961, 1963-1964, 2014-2015

### Competizioni internazionali
- Coppa Intertoto: 1

1967

### Competizioni giovanili
- Torneo Internazionale Carlin's Boys: 2

1999, 2003

### Altri piazzamenti
- Campionato svizzero:

Secondo posto: 1942-1943, 1944-1945, 1945-1946, 1994-1995, 2000-2001, 2023-2024
Terzo posto: 1933-1934, 1934-1935, 1938-1939, 1943-1944, 1946-1947, 1966-1967, 1967-1968, 1970-1971, 2001-2002, 2016-2017, 2018-2019, 2022-2023
- Coppa Svizzera:

Finalista: 1942-1943, 1951-1952, 1970-1971, 1991-1992, 2015-2016, 2022-2023, 2023-2024
Semifinalista: 1966-1967, 1969-1970, 1988-1989, 1999-2000
- Coppa Piano Karl Rappan:

Semifinalista: 1965-1966

## Statistiche e record

### Statistiche nelle competizioni UEFA
Tabella aggiornata durante la stagione 2019-2020.
| Competizione                  | Partecipazioni | G  | V | N | P  | RF | RS |
| ----------------------------- | -------------- | -- | - | - | -- | -- | -- |
| UEFA Champions League         | 1              | 2  | 1 | 0 | 1  | 2  | 4  |
| Coppa delle Coppe             | 2              | 6  | 2 | 0 | 4  | 7  | 12 |
| Coppa UEFA/UEFA Europa League | 5              | 22 | 6 | 6 | 10 | 20 | 26 |

## Tifoseria

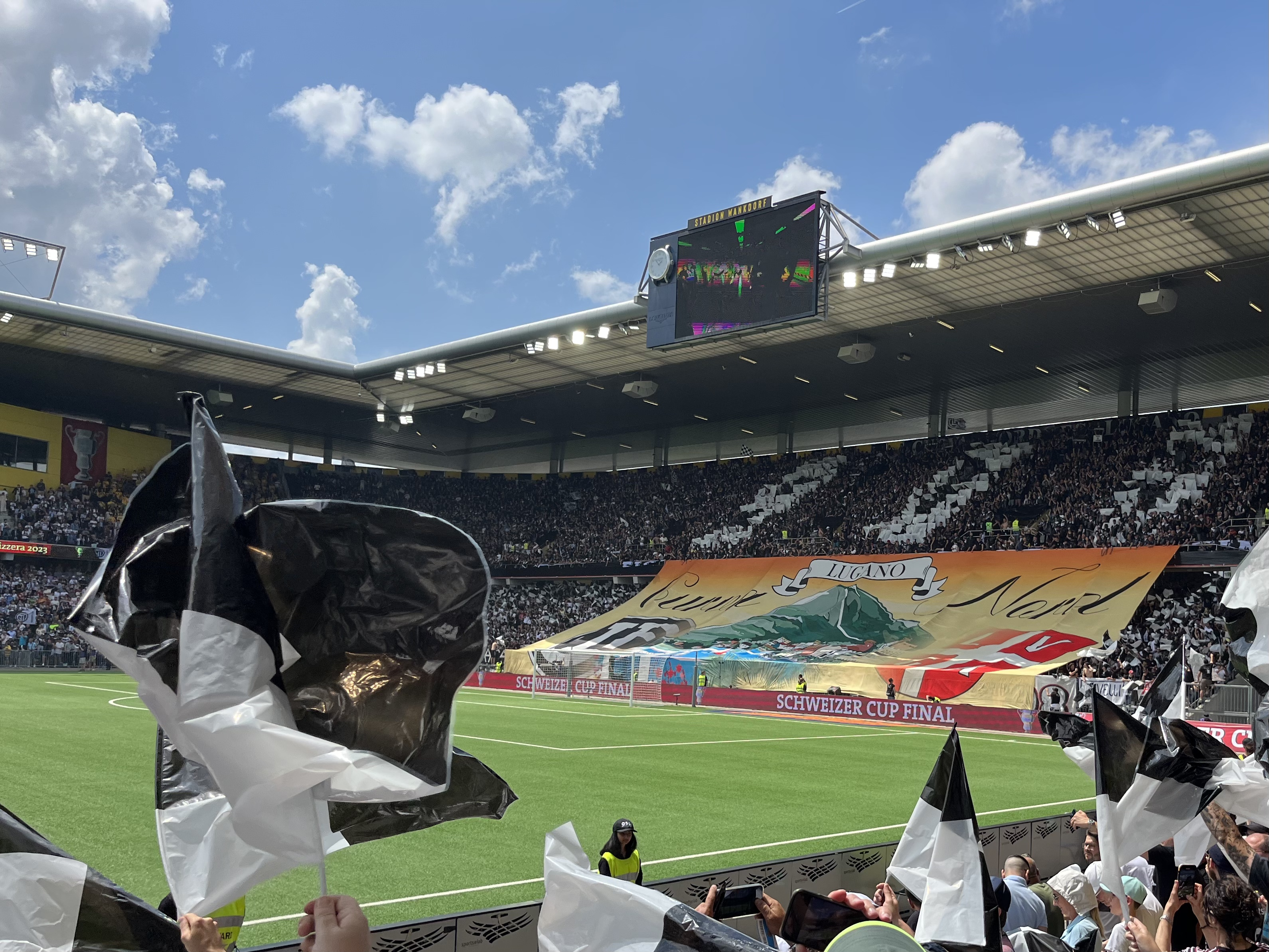
I tifosi del FC Lugano prima della finale di Coppa Svizzera 2023 allo stadio Wankdorf di Berna

Le fazioni di tifoseria organizzata del FC Lugano, che in occasione delle partite casalinghe prendono posto nella curva nord dello stadio di Cornaredo, si è organizzata per 16 anni attorno al gruppo guida denominato Teste Matte, fondato nel 2007 e scioltosi nel 2023. Gli si affiancava il collettivo Brigata LVGA, poi disciolto nel 2012. Dal 2023 i tifosi si presentano sotto la denominazione Curva Nord FC Lugano 1908, dietro la quale i due gruppi principali sono I Bravi ragazzi, nati negli anni 2010, e Randagi, nati negli anni 2020.
Il tifo organizzato luganese si proclama apolitico e non ideologizzato; alcune fonti riportano tuttavia la presenza di elementi skinhead professanti ideali di estrema destra, con particolare riferimento a I Bravi ragazzi.

### Gemellaggi
Un forte rapporto di amicizia ha legato la tifoseria bianconera a quella del Servette dagli anni 1990 sino al 2023, quando, in corrispondenza con lo scioglimento del gruppo delle Teste Matte, questo rapporto è venuto meno. A conferma di ciò, nel corso della finale di Coppa Svizzera del 2024, in cui le due squadre si sono affrontate, i rispettivi collettivi si sono prodotti in cori e striscioni ostili.
Le già citate frange politicizzate intratterrebbero invece un rapporto di amicizia internazionale con i tifosi delle squadre di calcio e di pallacanestro di Varese, le cui frange ultrà sono note per la loro stretta aderenza alle ideologie di estrema destra. Occasionalmente essi presenziano anche alle gare dell'Hellas Verona, la cui tifoseria è egualmente affine a tale area politica.

### Rivalità
Per quanto concerne le rivalità, particolarmente accesa è quella contro il Bellinzona, con il quale si disputa il cosiddetto derby del Ticino; i due rispettivi club rappresentano infatti le due città più popolose del Canton Ticino (nonché le uniche ad aver vinto perlomeno un titolo nazionale) e le relative partite sono considerate molto rischiose, con alta possibilità di tafferugli tra le opposte tifoserie.
Molto sentite sono anche le rivalità verso le altre due maggiori squadre ticinesi, ovvero il Locarno e il Chiasso.
Al di fuori del cantone d'appartenenza, la tifoseria luganese considera particolarmente rivali i sostenitori di Grasshoppers, Zurigo, San Gallo e Sion.

## Organico

### Rosa 2025-2026
Aggiornata al 24 luglio 2025.
| N. |                               | Ruolo | Calciatore                |
| -- | ----------------------------- | ----- | ------------------------- |
| 1  | Kosovo (bandiera)             | P     | Amir Saipi                |
| 2  | Canada (bandiera)             | D     | Zachary Brault-Guillard   |
| 4  | Svizzera (bandiera)           | D     | Damian Kelvin             |
| 5  | Svizzera (bandiera)           | D     | Albian Hajdari            |
| 6  | Grecia (bandiera)             | D     | Antōnīs Papadopoulos      |
| 7  | Macedonia del Nord (bandiera) | C     | Ezgjan Alioski            |
| 8  | Svizzera (bandiera)           | C     | Anto Grgić                |
| 9  | Grecia (bandiera)             | A     | Giōrgos Koutsias          |
| 10 | Svizzera (bandiera)           | C     | Mattia Bottani (capitano) |
| 11 | Svizzera (bandiera)           | A     | Renato Steffen            |
| 13 | Svizzera (bandiera)           | P     | Serif Berbić              |
| 14 | Algeria (bandiera)            | C     | Ahmed Kendouci            |
| 15 | Grecia (bandiera)             | P     | Fōtios Pseftīs            |
| 17 | Germania (bandiera)           | D     | Lars Lukas Mai            |

| N. |                           | Ruolo | Calciatore          |
| -- | ------------------------- | ----- | ------------------- |
| 18 | Francia (bandiera)        | A     | Hicham Mahou        |
| 19 | Kosovo (bandiera)         | A     | Shkelqim Vladi      |
| 20 | Costa d'Avorio (bandiera) | C     | Ousmane Doumbia     |
| 21 | Francia (bandiera)        | C     | Yanis Cimignani     |
| 22 | Marocco (bandiera)        | D     | Ayman El Wafi       |
| 25 | Svizzera (bandiera)       | C     | Uran Bislimi        |
| 26 | Portogallo (bandiera)     | D     | Martim Marques      |
| 27 | Svizzera (bandiera)       | C     | Daniel Dos Santos   |
| 29 | Tunisia (bandiera)        | C     | Hadj Mahmoud        |
| 46 | Italia (bandiera)         | D     | Mattia Zanotti      |
| 47 | Svizzera (bandiera)       | C     | Ilija Maslarov      |
| 91 | Germania (bandiera)       | A     | Kevin Behrens       |
| 97 | Francia (bandiera)        | A     | Alexandre Parsemain |
| 99 | Svizzera (bandiera)       | P     | Diego Mina          |

### Staff tecnico
Dal sito web della società.
Area tecnica
- Mattia Croci-Torti - Allenatore
- Carlo Ortelli - Assistente allenatore
- Selcuk Sasivari - Assistente allenatore
- Luis Suarez Arrones - Head of performance
- Riccardo Di Benedetto - Preparatore dei portieri
- Andrea Aletti - Match Analyst
- Gianpaolo Ermolli - Match Analyst
- Edoardo Ghezzi - Data Analyst

Area sanitaria
- Juan Carlos Martinez - Responsabile area salute
- Marco Marano - Head of team doctors
- Marco Valcarenghi - Medico prima squadra
- Franco Bidoglio - Medico prima squadra
- Vittorio Bruni Prenestino - Massaggiatore
- Borja Jover - Fisioterapista e osteopata
- Massimo Zanovello - Fisioterapista

Collaboratori
- Beatrice Girelli - Team Manager
- Mijat Marić - Talent Manager
- Matteo Tartaglione - Responsabile materiale
- Andrea Braganò - Materiale
- Fares Oueslati - Materiale
- Edo Catella - Materiale
- Elio Catella - Materiale